# Willem van Heeckeren van Kell
Willem baron van Heeckeren van Kell (Ruurlo, 1 juli 1815 - aldaar, 10 februari 1914) was een Nederlands politicus.
Hij was een vermogend grootgrondbezitter uit een voornaam Gelders adellijk geslacht. Als directeur van het Kabinet des Konings was hij een belangrijk adviseur van Koning Willem III, vooral in persoonlijke zaken. Hij kwam ook diverse keren met de koning in conflict, onder meer over diens avances met een Franse operazangeres. In 1877 werd hij in het kabinet-Kappeyne van de Coppello minister van Buitenlandse Zaken en hij bleef nadien als Tweede Kamerlid behoren tot de Kappeyniaanse subfractie. Nadat hij in 1884 niet werd herkozen als lid van de Tweede Kamer (voor het district Zutphen) trok hij zich terug uit het politieke leven.
Vanaf 1842 was hij dijkgraaf van het polderdistrict Baarbroekse dijk en Angerlose zomerdijken. Van 1845 tot 1860 was hij eveneens burgemeester van Angerlo, van 1849 tot 1860 was hij ook gemeentesecretaris van deze Gelderse gemeente.
Zijn zoon Alexander van Heeckeren van Kell werd later ook burgemeester van onder andere Angerlo.

## Huwelijk en kinderen
Willem van Heeckeren van Kell was tweemaal gehuwd. In 1843 huwde hij Sophia Johanna Justina barones Taets van Amerongen (1817-1861). Uit dit huwelijk werden zes kinderen geboren. Als weduwnaar hertrouwde hij in 1868 met Albertina Maria gravin van Limburg Stirum (1835-1889), dochter van Louis Gaspard Adrien graaf van Limburg Stirum (1802-1884), politicus en grootgrondbezitter. Uit dit tweede huwelijk werden twee kinderen geboren, van wie één kind jong overleed. Willem van Heeckeren van Kell overleed op 98-jarige leeftijd op Huis Ruurlo.
Uit zijn eerste huwelijk werden geboren:
- Justine Cornelie van Heeckeren van Kell (1844-1934)
- Willem Hendrik Alexander Carel van Heeckeren van Kell (1846-1918)
- Johan Maurits van Heeckeren van Kell (1848-1849)
- Sara Agatha Maria Cornelia van Heeckeren van Kell (1851-1925)
- Jacob Derk Carel van Heeckeren van Kell (1854-1931), gehuwd met Constance Wilhelmine van Hangest barones d'Yvoy (1871-1960)
- Sophia Wilhelmina van Heeckeren van Kell (1856-1938)

Uit zijn tweede huwelijk:
- Albert Willem (1869-1869)
- Alexander (1871-1945), gehuwd met Renira Christina gravin van Aldenburg Bentinck (1877-1953)

## Onderscheidingen en prijzen
- Ridder in de Orde van de Nederlandse Leeuw, 19 februari 1870
- Grootofficier in de Orde van de Eikenkroon, 19 februari 1872
- Commandeur in de Orde van de Nederlandse Leeuw, 6 november 1873
- Grootkruis Orde van de Eikenkroon
- Ridder tweede klasse Orde van de Gouden Leeuw van het Huis van Nassau, 12 mei 1874
- Ridder eerste klasse Orde van de Gouden Leeuw van het Huis van Nassau, 7 januari 1879